# 呂氏の乱
呂氏の乱（りょしのらん）は、中国の前漢時代、建国者劉邦の正妻の呂雉（呂后）死後に起きた政変のことである。諸呂の乱（変）・誅呂安劉とも言う。
皇太后呂雉は、生前、甥の趙王呂禄を上将軍に、呂王呂産を相国に任じ、朝廷の軍事・政務の大権を掌握させた。呂雉は、同時に、宿将灌嬰を大将軍に任じて滎陽に駐屯させ、東方の劉氏諸王が挙兵して皇位を簒奪することを防がせた。呂雉の死後、呂禄・呂産ら呂氏一族は政変を企んだが、朝廷の大臣であった陳平や周勃、高祖劉邦の孫の劉章らがこれを阻止し、呂氏一族を誅殺した。
その後、陳平らは、少帝弘及びその3人の弟が、呂雉が朝廷の外から連れてきた子であって、恵帝の実子ではない旨を発表し、少帝弘を廃位して、代王劉恒を即位させ、劉襄らの簒奪の野心を潰えさせた上、少帝弘ら兄弟4人を殺害した。その後、陳平及び周勃らは、白馬の盟に基づき、数々の措置を講じ、最終的に、劉氏を安んじて、後の文景の治の基礎を築いた。

## 呂氏による政権掌握
始皇帝による秦の天下統一と、その死後巻き起こった陳勝・呉広の乱（竿旗起義）と呼ばれる農民反乱と旧六国での有力者・武将らによる復興宣言、六国の一つ楚を復興してその将となった項羽・劉邦らによる秦の滅亡、その後の内戦（楚漢戦争）を経て、最終的に項羽を滅ぼした劉邦は各地の王らによる推戴を受けて皇帝を称し、国号を漢と定めて新たな王朝を樹立した。即位した劉邦は正妻であった呂雉を皇后に、呂雉との間の男児であった劉盈を皇太子に立てたが、その一方で側室の戚夫人とその息子の劉如意を溺愛し、たびたび劉盈を廃して劉如意を皇太子に擁立しようとした。しかし呂雉は楚漢戦争時代からの劉邦の部下であった張良の力を借りる事で、劉盈の廃立をなんとか阻む事に成功した。
高祖12年旧暦4月25日（紀元前195年新暦6月1日。以下、カッコ内は新暦）、劉邦は長楽宮にて死去し、皇太子の劉盈が新たに皇帝として即位し（諡号は恵帝、以下便宜上そのように表記）、母である呂雉は皇太后とされた。また呂雉の意向により、恵帝は自身の姪（姉妹の魯元公主と張耳の後嗣の趙王張敖の娘）の張氏を皇后に立てた。しかし呂雉は恵帝の即位後、過去の後継者争いを巡る対立の報復として、幼い劉如意（当時は趙王）を暗殺、さらに戚夫人を残虐な方法で殺害した事で、精神的なショックを受けた恵帝は淫楽に耽り、やがて病が重くなり起床することもできなくなった。
8月11日（9月26日）、恵帝は死亡した。葬儀の際に呂雉は慟哭したものの、涙は流さなかったとされる。張良の子であった張辟彊（当時15歳）は左丞相の陳平に対し、呂雉が陳平らの存在を恐れている事を伝え、呂禄・呂産ら呂氏一族の者達を招き入れるよう進言する事で、呂雉の警戒を解き身の安全を保つ事ができると進言した。陳平がこれを聞いて奏上したところ、呂雉は、大変喜んでこの建議を受け入れた。
呂雉は恵帝の死後称制を開始し、呂氏一族を王に封じようと考えたところ、右丞相王陵は、高祖の白馬の盟に違背すると主張してこれに反対し、左丞相の陳平は、呂雉に同意した。呂雉は、王陵を太傅（名誉職）に昇進させ、その権力を剥奪した。王陵は、病と称して参内しなくなった。呂雉は、左丞相陳平を右丞相に昇進させ、辟陽侯審食其を左丞相に任命した。呂雉は恵帝の命と称して、三族令の廃止を宣言した。
三代目の皇帝には恵帝の子（名不詳、前少帝と呼称される）が即位したが、この人物は恵帝と女官の間に生まれた子であり、その事実を隠して皇后の張氏との間の子であると偽るため、実の母であった女官は殺害されていた。前少帝は成長すると実の母の敵を討とうと望むようになり、呂雉は前少帝を恐れた。高后4年5月11日（紀元前184年6月15日）、呂雉は前少帝を廃し、幽閉した後に殺害した。次の皇帝には恒山王劉義が擁立され、劉義は諱を改めて劉弘と称した。
呂雉は称制に臨んで長兄の呂沢の子の呂台を呂王（斉国の博陽郡の一部を独立させて呂国とし、その王）に封じ、死後はその子の呂嘉が爵位を継いだが、呂雉は呂嘉の住まいが豪奢であることを理由に高后6年（紀元前182年）にこれを廃位し、呂台の弟で呂嘉の叔父であった呂産を呂王に封じた。高后7年（紀元前181年）2月、呂産は、梁国に国替えとなり、梁国は呂国と、それまでの呂国は済川国と改称された。また呂雉の次兄の呂釈之の子の呂禄も、彼が北軍を統率していた際に、軍規が厳正であり、威信を備えていたことを理由に、高后7年に趙王に封じられた。
呂雉は、恵帝の在位時に、高祖の庶子である趙王劉如意を殺害し、高祖の庶子である淮陽王劉友を趙王に改封し、劉友に呂氏一族の娘を嫁がせた。劉友には愛妾がいたため、寵愛を失った劉友の王后の呂氏によって、謀反の疑いで誣告され、劉友は、京城に召されて餓死した。呂雉は、また、高祖の庶子である梁王劉恢を趙王に改封し、呂産の娘を嫁がせた。劉恢の后（呂氏）は、趙国を掌握し、劉恢を監視し、人を派遣して劉恢の愛妾を毒殺したため、劉恢は、傷心し、恐れて自殺した。呂雉は、劉恢が愛妾のために殉死したと考え、劉恢の封国を廃除した。高祖の別の庶子である燕王劉建の死亡後、呂雉は、人を派遣して劉建の庶子を殺害した。燕国は、後嗣がなかったため、国を除かれた。

## 呂氏討伐の動き
高后8年（紀元前180年）、呂雉は病死した。その遺書により各地の諸王には千金が支給され、大赦が下され、呂産は相国に昇進し、呂禄の娘は少帝に嫁いだ。呂氏一族は反乱を企てていたが、周勃・灌嬰らの存在を恐れて計画を躊躇していた。また当時長安にいた朱虚侯劉章は、呂産の娘であった自身の妻を通して、この陰謀を察知する事ができた。粛清を恐れた劉章は兄の斉王劉襄に対し挙兵を要請し、劉襄は琅邪王劉沢を欺いて兵権を奪い、呂后による前少帝の暗殺、三趙王（劉如意・劉友・劉恢）の殺害、呂氏一族への封爵などを糾弾する檄を飛ばして兵を挙げた。これを知った呂産は灌嬰に兵を与えて迎撃を命じたが、灌嬰は滎陽まで進軍するとそのまま留まり、劉襄に対し「呂氏が変事を起こすのを待って、それから共に彼らを討とう」と説得した。これを聞いた劉襄は、斉国の西の国境まで兵を引いた。
呂禄・呂産らは関中での反乱を計画したが、内にいる劉章・周勃らや外からの斉・楚の兵を恐れ、また灌嬰が斉の兵と衝突するのを待とうとするなど、優柔不断となっていた。一方、陳平と周勃は曲周侯酈商の身柄を拉致し、その息子の酈寄に指示して、呂禄・呂産らに対して「天下は未だ安定しておらず、大臣や宗室の諸王らは貴方がたの野心を疑っている。軍の指揮権を返還して各々の領地へと帰れば、彼らの疑念を解く事ができる」と吹き込ませた。呂禄はこれを信じて呂氏一族の元にこれを伝えたが意見は定まらず、呂禄は呂雉の妹であった臨光侯呂嬃の下を訪ねたが、呂嬃は激怒して「軍の指揮権を失えば、我が一族の居場所はなくなるであろう。こんなもの、人に奪われるぐらいならば！」と宝物を外に叩きつけたという。
高后8年9月26日の朝、御史大夫でもある平陽侯曹窋（前相国の曹参の子）は呂産と会議を行っていたが、ちょうど呂産の親族である郎中令賈寿の使者が、灌嬰が謀反を起こした旨の知らせを伝え、呂産は急いで未央宮（前漢を通しての皇帝の宮殿）へと向かった。場に居合わせた曹窋は丞相の陳平と大尉の周勃に対しこの事を報告し、周勃は北軍の指揮権を抑えようとした。周勃は割符を持っていなかったため、襄平侯紀通（好畤で戦死した紀信の子）の手引きによって軍営へと入る事ができた。周勃は北軍の兵士たちに対し、「呂氏に味方するものは右肩の衣を脱げ。劉氏に味方するものは左肩の衣を脱げ」と命じると、兵士たちは皆左肩の衣を脱ぎ、劉氏への忠誠の意思を示した。
同じ頃、南軍の指揮権を持っていた呂産は未央宮に入って乱を起こそうとしたものの、曹窋より「呂産を通してはならない」との指示を受けていた衛兵らに入宮を拒まれ、宮殿の前を右往左往していた。さらには万全を期した周勃の指示により、少帝を保護すべく向かっていた劉章率いる一団が未央宮へと入り、呂産は厠の中まで逃げ込んだところを殺害された。
劉章はさらに長楽宮を衛尉として守っていた呂氏一族の呂更始を殺害し、周勃と合流した。周勃は「呂産さえ仕留めた以上、大勢は決した」と語り、呂氏一族の者達を全て捕え、長幼の区別なく皆殺しにした。呂禄・呂嬃・燕王呂通らは斬られ、呂雉の孫として血を引いていた魯王張偃は王号を廃された。

## 新帝擁立の動き
呂氏一族を誅滅した朝廷の大臣一同は、少帝およびその兄弟たちは劉氏の血を引く者ではなく、呂雉がどこかから連れてきた由来不明の私生児であるとして、新たに劉氏の者の中から皇帝を擁立する事を決定した。協議の過程で考慮された皇帝候補者は、斉王劉襄（20余歳）・淮南王劉長（19歳）・代王劉恒（24歳）の3名であった。
最初に候補に挙がったのは、劉邦の庶長子であった劉肥の子の劉襄であった。だが劉襄の母の出身であった駟氏一族には駟鈞なる人物がおり、この人物が悪人とされていた事から、駟氏が呂氏同様に外戚として権勢を振るう事態が懸念された事で、擁立は見送られた。次に劉邦の七男であった淮南王劉長の擁立も検討されたが、これも同様に母方の一族の問題を理由に見送られた。最後に候補に挙がったのは、劉邦の四男の代王劉恒であった。劉恒は「仁孝寛厚」とその人柄を評されており、また劉恒の母の薄姫も慎み深く善良であると知られていたため、彼が新たな皇帝に選ばれる事となった。
劉恒を皇帝の候補に定めた後、朝廷は直ちに使者を派遣して、劉恒を招待した。劉恒はこの件について、左右大臣と郎中令の張武らの意見を求めた。張武は、これを偽りであると考えていたが、中尉の宋昌は、詐欺ではないと考えていた。劉恒は、この件について、母にも報告して相談したが、依然として躊躇して決することができなかった。占いを行った後、劉恒は、母方の叔父の薄昭を長安に派遣して、協議した。薄昭が帰還し間違いないとの報を伝えると、劉恒は宋昌・張武ら6名を引き連れて長安へと向かい、途中の高陵にて一旦足を止め、先んじて宋昌を派遣し朝廷の動向を探った後、劉恒自ら朝廷に赴いた。そして陳平・周勃らの推戴を受け、ついに帝位を継承した。少帝弘と恵帝の他の3人の子らは、全て大臣らによって殺害された。

## 政変の事後処理
紀元前180年11月16日、すなわち10月1日、劉恒は、皇位を継承し、孝文皇帝（文帝）となった。劉恒が皇帝に擁立されて4カ月後、大臣は、皇太子の冊立を求めた。皇太子冊立の朝議において、文帝はまず国内の賢者への禅譲を提案したが、大臣たちはこれを否定した。文帝は次に叔父の楚王劉交・従兄の呉王劉濞・弟の淮南王劉長ら、他の劉氏の諸侯王らを後継者にする事を提案したが、大臣たちはこれも否定し、そして高祖の権威を強調して「立嗣必子」（皇太子は必ず皇帝の子でなければならない）の原則を強調したため、文帝はようやくこれに同意した。
文帝には前の妻であった代王妃（名不詳）との間に3人または4人の男子がいたが、『史記』外戚世家によれば、代王妃は文帝の即位以前に死亡しており、また4人の男子たちも文帝の即位後に全員が病死したとされ、そのため当時存命の男子の中で最年長であったのは、四男または五男の劉啓（当時8歳）となった。そのため皇太子には劉啓が冊立され、その2カ月後の同年3月には劉啓の生母の竇姫を皇后に冊立した。

## 逸話
文帝が、太平の世の到来が不変であると考え、呂氏の乱の平定後、農暦の正月15日を祝日とし、以後、同日に宮殿の全ての明かりを点灯するようになったといわれており、これが元宵節の由来であるといわれている。しかし、実際に呂氏が誅滅されたのは、9月末あるいは10月初めである。『史記』の研究者の一部は、これが偽説であるとみなしている。元宵節の起源については、現代の研究者の間でも議論があるが、前漢の初期ではなく、中世に起源を求めるのが一般的である。

## 研究
呂后の崩御後、簒奪を目論んだ呂産ら呂氏であったが、劉氏の諸侯王と周勃・陳平ら元勲らの活躍により阻止され、呂氏が誅されて劉氏が安泰になった。というのが従来の解釈であり、現在でもこの解釈が主流である。
しかし清末以降の学者たちはこの解釈に疑問を呈し、呂氏が反乱を企んだというのは史実ではなく、単に元勲たちとの権力争いに破れただけに過ぎないと主張する。
また李開元は、当時劉邦の統一戦に貢献した功臣たち（いわゆる劉邦集団の構成員）が大きな政治的権力層を形成していた（李開元はこれを軍功受益階層と名付ける）。漢朝においては宮廷を中心とした宮廷権力機構と官僚を中心とした政府権力機構があったのだが（後にこれが内朝と外朝となる）、政府権力機構の頂点たる丞相は軍功受益階層から選ばれなくてはならないという不文律が存在した。呂后は軍功受益階層を尊重しつつ、軍功受益階層の中でも陳平や審食其などの自らに近い者たちを丞相の地位に着けることで宮廷権力機構側の権力拡大を図った。しかし呂后死後に劉邦時代に何ら功績のない呂産が丞相になったことが軍功受益階層の怒りを買い、政変を招くことになったとする。